# 1-Iodpentan
1-Iodpentan ist eine chemische Verbindung aus der Gruppe der gesättigten Halogenkohlenwasserstoffe.

## Gewinnung und Darstellung
1-Iodpentan kann durch Reaktion von Amylalkohol mit Ethyliodid gewonnen werden.

## Eigenschaften
1-Iodpentan ist eine farblose entzündbare Flüssigkeit, die praktisch unlöslich in Wasser ist.

## Sicherheitshinweise
Die Dämpfe von 1-Iodpentan können mit Luft ein explosionsfähiges Gemisch (Flammpunkt 43 °C) bilden.